# 烟台号导弹护卫舰
“烟台”号导弹护卫舰（舷号538）简称“烟台”舰，是中国人民解放军海军第九艘054A型导弹护卫舰，可以单独或者协同海军其他兵力攻击敌水面舰艇及潜艇，具有较强的远程警戒和防空作战能力。烟台舰由黄埔造船厂开工建造，于2010年8月下水，2011年6月入列，服役于北海舰队驱逐舰第一支队。烟台舰舰名取自山东省烟台市，其入列命名授旗仪式于2011年6月举行。

## 历史
2011年8月23日，“烟台”号导弹护卫舰与“青岛”号导弹驱逐舰等在北海舰队某驱逐舰支队组织下在黄海某海域进行了新型驱护舰编队联合火力打击实战化训练。在为期3天的训练中，编队展开了导弹攻击、编队对空防御、对潜攻击、航行补给、主炮射击等科目的训练。
2012年2月27日，“烟台”导弹护卫舰、“青岛”号导弹驱逐舰及“微山湖”号综合补给舰组成海军第十一批护航编队从山东省青岛市某军港起航，赴亚丁湾、索马里海域接替第十批护航编队执行护航任务。该次护航历经200天，总航程12万余海里，编队共安全护送43批184艘中外船舶，驱离可疑海盗船只58批126艘，并赴乌克兰、罗马尼亚、土耳其、保加利亚和以色列等5国进行了正式友好访问。烟台舰等于2012年9月13日返抵青岛市某军港。
2013年1月31日，“烟台”导弹护卫舰、“青岛”号导弹驱逐舰及“盐城”号导弹护卫舰等组成中国海军舰艇编队通过宫古海峡，进入西太平洋海域开展例行性训练。
2013年7月5日，“烟台”号导弹护卫舰与其他参加“海上联合-2013”中俄海上联合军事演习的7艘解放军海军水面舰艇抵达俄罗斯符拉迪沃斯托克。双方在日本海彼得大帝湾进行了为期7天的实兵演习。中国海军舰艇编队在结束“海上联合-2013”军演后，2艘舰艇归建，烟台舰等其余5艘舰艇于14日通过宗谷海峡、鄂霍次克海，绕日本列岛航行一周后于7月25日通过宫古海峡返回母港，并在返航途中于西太平洋海域进行远航训练。
2013年10月18日，“烟台”号导弹护卫舰等组成远海训练编队起航参加海军“机动-5号”远海实兵演习，赴西太平洋海域执行海空立体攻防、舰机联合反潜等演练任务。烟台舰等在完成连续72小时“背靠背”远海实兵对抗演习任务后转入下一阶段训练，于10月29日从西太平洋通过宫古海峡返回东海。
2013年10月28日，“烟台”号导弹护卫舰等参加海军“机动-5号”返航中的北海舰队舰艇编队与“临沂”号导弹护卫舰等出访美澳新三国返航中的北海舰队舰艇编队在西太平洋某海域展开了夜间实兵对抗演练。
2013年11月26日，“烟台”号导弹护卫舰、“沈阳”号导弹驱逐舰、“石家庄”号导弹驱逐舰、“潍坊”号导弹护卫舰等艦与“辽宁”号航空母舰组成编队从青岛市某军港起航，赴南海附近海域开展科研试验和训练。2014年1月1日，编队完成为期37天的南海海域科研试验和训练，返航靠泊青岛市某军港。
2014年3月11日，“烟台”号导弹护卫舰与“潍坊”号导弹护卫舰开始了为期3天的跨海域海上实兵实弹训练。
2014年4月23日，“烟台”号导弹护卫舰等与来自巴基斯坦、印度尼西亚、新加坡、印度、马来西亚、孟加拉国及文莱等8个国家的19艘舰艇参加了中国人民解放军海军成立日“海上合作-2014”多国海上联合演习，演习在青岛市附近海域进行。
2014年5月20日，“烟台”号导弹护卫舰与其他参加“海上联合-2014”中俄海上联合军事演习的16艘双方水面舰艇、潜艇展开演习，该次演习中俄双方参演力量首次实现完全混合编组。双方在长江口附近海域进行了为期7天的实兵演习。
2014年10月14日，“烟台”号导弹护卫舰接受了由澳大利亚国防部长戴维·约翰斯顿所率代表团的参观访问。
2014年12月4日，“烟台”号导弹护卫舰与“哈尔滨”号导弹驱逐舰、“石家庄”号导弹驱逐舰、“盐城”号导弹护卫舰及“太湖”号综合补给舰组成编队穿过大隅海峡前往西太平洋进行远海训练。12月25日，烟台舰等4艘舰艇组成编队穿过宗谷海峡进入日本海。12月27日，编队通过对马海峡进入东海，在完成对日本列岛的环绕航行后返航。